# Bakra
Bakra és un riu de l'Índia al nord de Bihar a les muntanyes Morang al baix Himalaia.
Neix al Nepal. Corre cap al sud i s'uneix al Panar a Rampur a uns 8 km al nord d'Araria, al districte d'Araria. El riu és utilitzat per baixar fusta de bona qualitat des del Nepal.